# Полежаев, Василий Дементьевич
Васи́лий Деме́нтьевич Полежа́ев (25 апреля 1909, Астапово, Лев-Толстовский район — 8 октября 1972, Москва) — советский хозяйственный деятель, инженер, начальник Московского Метростроя (1958—1972). Герой Социалистического Труда (1963).

## Биография
Родился 25 апреля 1909 года в селе Астапово Рязанской губернии (ныне Октябрьского сельского поселения Лев-Толстовского района Липецкой области) в крестьянской семье.
В 1929 году приехал в Москву. Работал железнодорожным грузчиком.
В 1933 году по комсомольской путёвке пришёл работать на строительство первой очереди Московского метрополитена. Строил станцию «Охотный Ряд», открытую (как и вся первая очередь) в 1935 году. В конце 1940-х годов на строительстве первой очереди Кольцевой линии работал главным инженером шахты № 12, на второй очереди — начальником шахты № 11.
С 1955 года являлся замначальника, а с 1958 по 1972 год — начальником московского Метростроя.
В 1963 году был удостоен звания Герой Социалистического Труда.
Умер 8 октября 1972 года в Москве, похоронен на Новодевичьем кладбище.

### Семья
Сын Полежаев Юрий Васильевич (1937–2018) — физик, член-корреспондент Российской академии наук (2000).

## Память
В честь Василия Полежаева названа открытая в декабре 1972 года станция Московского метрополитена «Полежаевская», которая изначально должна была называться «Хорошёвской», став одной из станций в Московском метрополитене, получившей название не по топониму.